# Nicotiana
Nicotiana L. è un genere di erbe e arbusti della famiglia delle Solanacee.
Varie specie del genere sono coltivate per produrre tabacco, la più comune e sfruttata commercialmente è Nicotiana tabacum.

## Etimologia
Il genere è così chiamato in onore di Jean Nicot, ambasciatore francese in Portogallo, che nel 1559 aveva spedito alla corte di Caterina de' Medici un esemplare di Nicotiana, come farmaco.

## Distribuzione e habitat
Il genere ha un areale in prevalenza americano, dal Canada sino al Sud America, che si estende con alcune specie in Namibia, in Australia e nelle isole del Pacifico meridionale.

## Tassonomia
Il genere comprende le seguenti specie:
- Nicotiana acaulis Speg.
- Nicotiana acuminata (Graham) Hook.
- Nicotiana africana Merxm.
- Nicotiana alata Link & Otto
- Nicotiana ameghinoi  Speg.
- Nicotiana amplexicaulis N.T.Burb.
- Nicotiana arentsii Goodsp.
- Nicotiana attenuata Torr. ex S.Watson
- Nicotiana azambujae L.B.Sm. & Downs
- Nicotiana benavidesii Goodsp.
- Nicotiana benthamiana Domin
- Nicotiana bonariensis Lehm.
- Nicotiana burbidgeae Symon
- Nicotiana cavicola N.T.Burb.
- Nicotiana clevelandii A.Gray
- Nicotiana cordifolia Phil.
- Nicotiana corymbosa J.Rémy
- Nicotiana cutleri D'Arcy
- Nicotiana excelsior (J.M.Black) J.M.Black
- Nicotiana exigua H.-M.Wheeler
- Nicotiana fatuhivensis F.Br.
- Nicotiana faucicola Conran & M.W.Chase
- Nicotiana forgetiana Sander ex W.Watson
- Nicotiana forsteri Roem. & Schult.
- Nicotiana fragrans Hook.
- Nicotiana frigida Phil.
- Nicotiana gandarela Augsten & Stehmann
- Nicotiana gascoynica M.W.Chase & Christenh.
- Nicotiana glauca Graham
- Nicotiana glutinosa L.
- Nicotiana goodspeedii H.-M.Wheeler
- Nicotiana gossei Domin
- Nicotiana hesperis N.T.Burb.
- Nicotiana heterantha Symon & Kenneally
- Nicotiana hoskingii M.W.Chase, Palsson & Christenh.
- Nicotiana ingulba J.M.Black
- Nicotiana insecticida M.W.Chase & Christenh.
- Nicotiana karijini M.W.Chase & Christenh.
- Nicotiana kawakamii Y.Ohashi
- Nicotiana knightiana Goodsp.
- Nicotiana langsdorffii Weinm.
- Nicotiana linearis Phil.
- Nicotiana longiflora Cav.
- Nicotiana maritima H.-M.Wheeler
- Nicotiana megalosiphon Van Heurck & Müll.Arg.
- Nicotiana miersii J.Rémy
- Nicotiana monoschizocarpa (P.Horton) Symon & Lepschi
- Nicotiana murchisonica M.W.Chase & Christenh.
- Nicotiana mutabilis Stehmann & Semir
- Nicotiana noctiflora Hook.
- Nicotiana notha M.W.Chase & Christenh.
- Nicotiana nudicaulis S.Watson
- Nicotiana obtusifolia M.Martens & Galeotti
- Nicotiana occidentalis H.-M.Wheeler
- Nicotiana otophora Griseb.
- Nicotiana paa Mart.Crov.
- Nicotiana paniculata L.
- Nicotiana pauciflora J.Rémy
- Nicotiana paulineana Newbigin & P.M.Waterh.
- Nicotiana petunioides (Griseb.) Millán
- Nicotiana pila M.W.Chase & Christenh.
- Nicotiana plumbaginifolia Viv.
- Nicotiana quadrivalvis Pursh
- Nicotiana raimondii J.F.Macbr.
- Nicotiana repanda Willd. ex Lehm.
- Nicotiana rosulata (S.Moore) Domin
- Nicotiana rotundifolia Lindl.
- Nicotiana rupicola Santilli, De Schrevel, Lavandero & Dandois
- Nicotiana rustica L.
- Nicotiana salina M.W.Chase, M.F.Fay & Christenh.
- Nicotiana sessilifolia (P.Horton) M.W.Chase & Christenh.
- Nicotiana setchellii Goodsp.
- Nicotiana simulans N.T.Burb.
- Nicotiana solanifolia Walp.
- Nicotiana spegazzinii Millán
- Nicotiana stenocarpa H.-M.Wheeler
- Nicotiana stocktonii Brandegee
- Nicotiana suaveolens Lehm.
- Nicotiana sylvestris Speg.
- Nicotiana tabacum L.
- Nicotiana thyrsiflora Goodsp.
- Nicotiana tomentosa Ruiz & Pav.
- Nicotiana tomentosiformis Goodsp.
- Nicotiana truncata Symon
- Nicotiana umbratica N.T.Burb.
- Nicotiana undulata Ruiz & Pav.
- Nicotiana velutina H.-M.Wheeler
- Nicotiana walpa M.W.Chase, Dodsworth & Christenh.
- Nicotiana wigandioides K.Koch & Fintelm.
- Nicotiana wuttkei J.R.Clarkson & Symon
- Nicotiana yandinga M.W.Chase & Christenh.

### Alcune specie

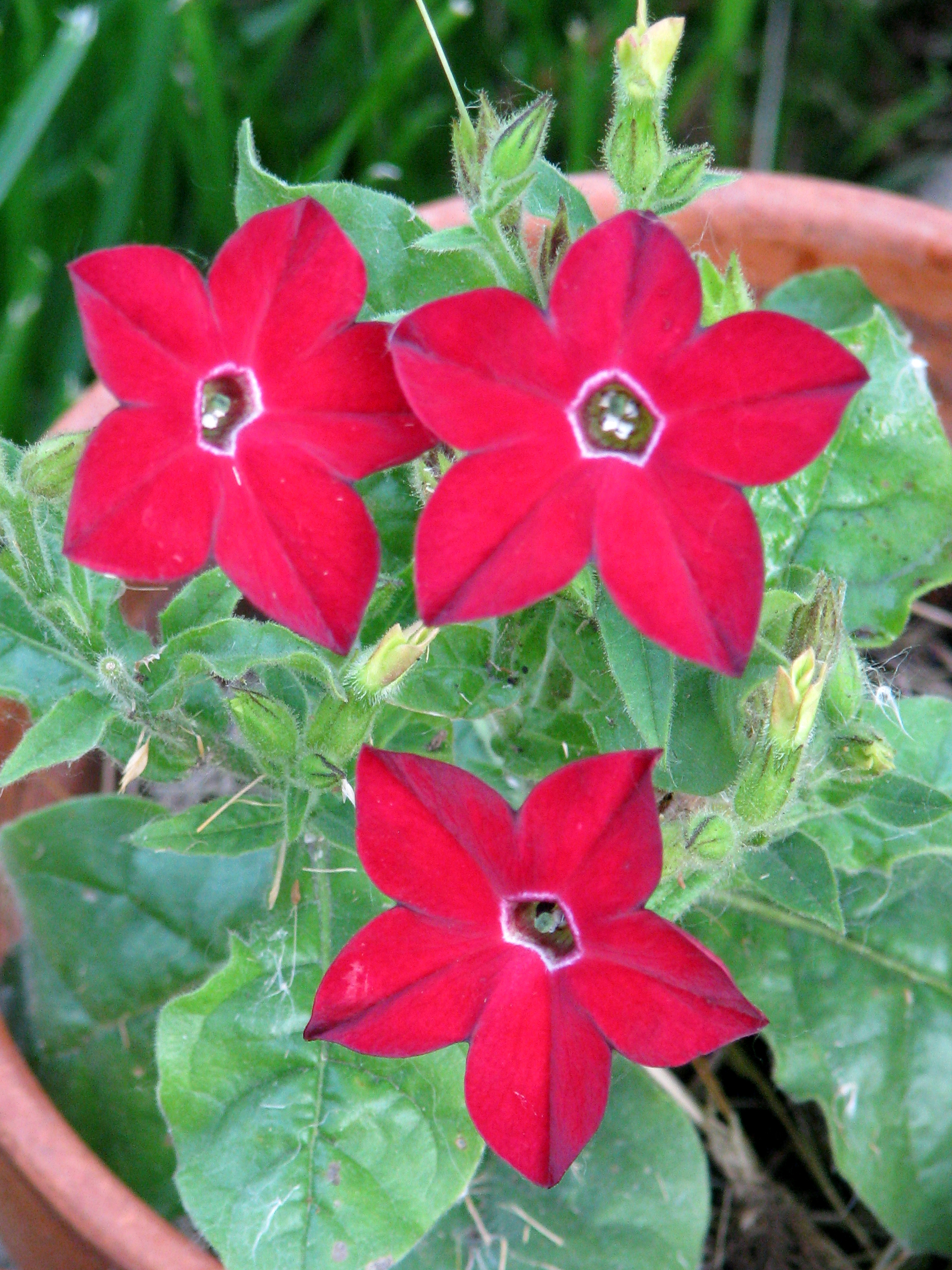
Nicotiana alata
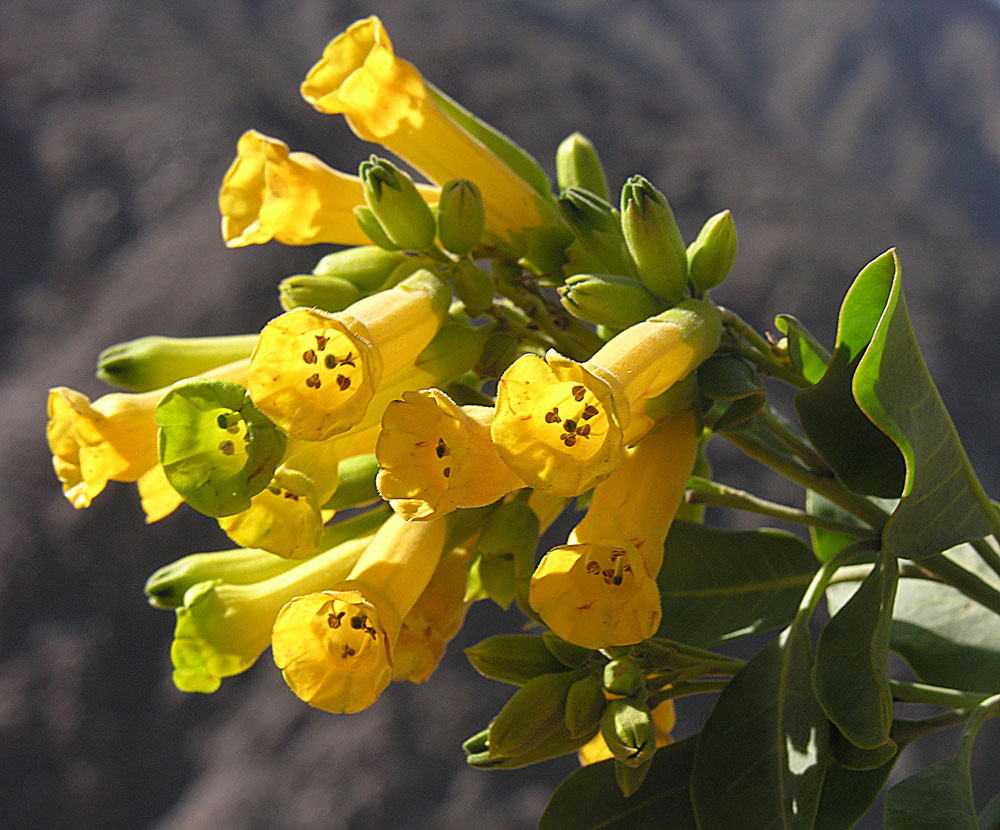
Nicotiana glauca
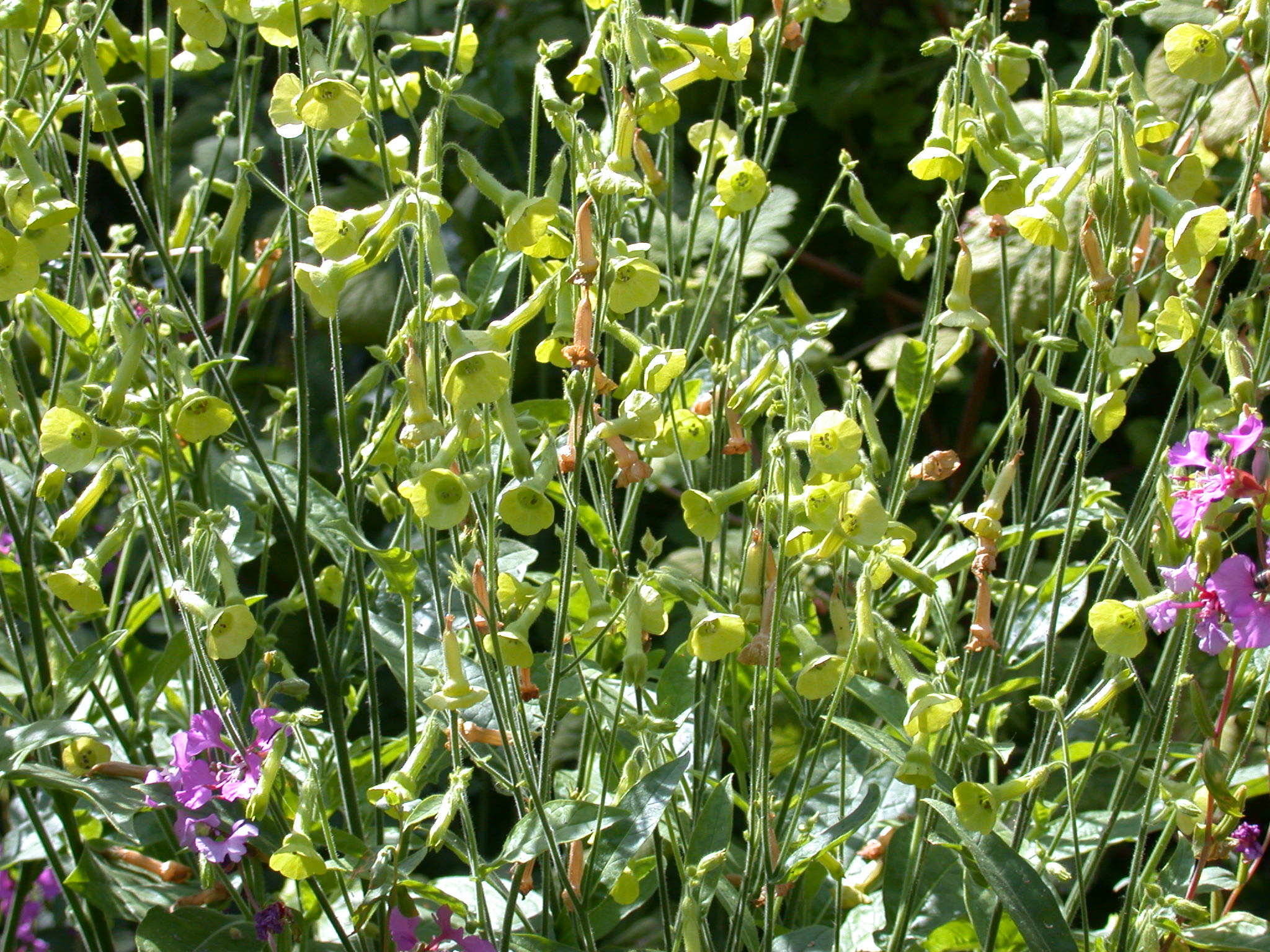
Nicotiana langsdorffii
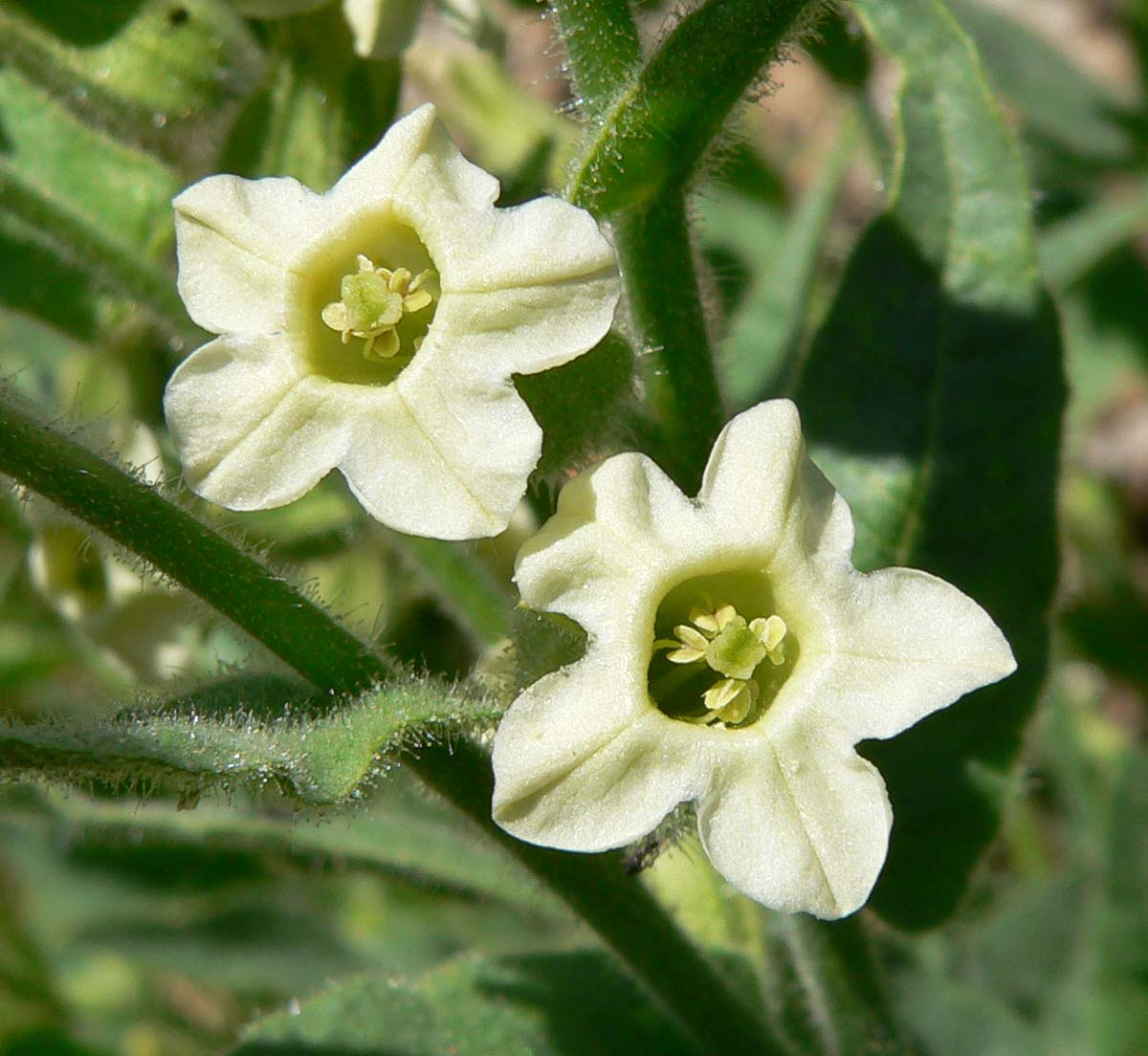
Nicotiana obtusifolia
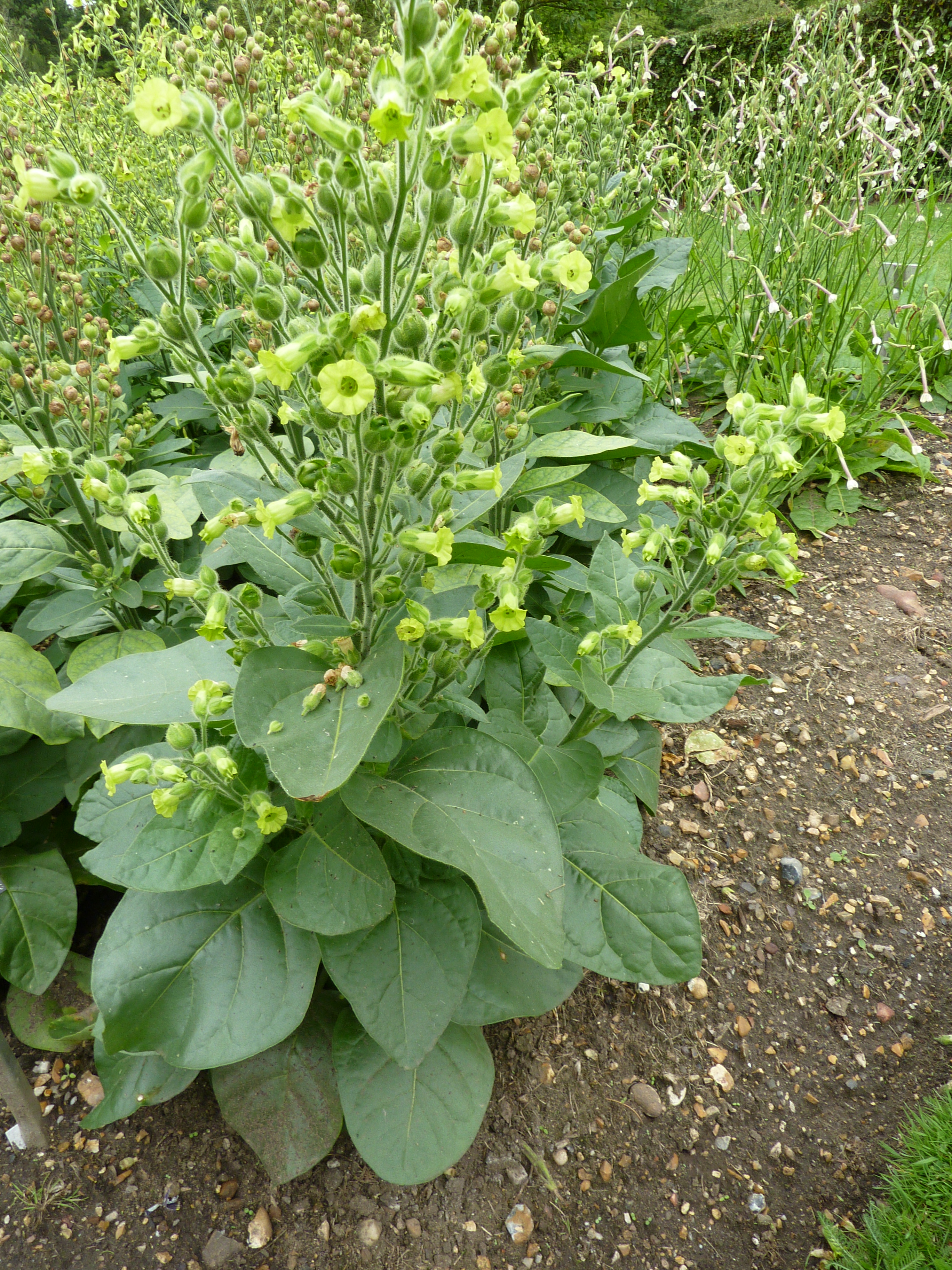
Nicotiana rustica

## Coltivazione
Nicotiana tabacum, che è coltivata anche come pianta ornamentale, è comunemente fumata in forma di sigarette o di sigari. Il tabacco è nativo del continente americano, sia a nord che a sud, ed è stato utilizzato dalle culture native da circa il 3000 a.C., impiegato come antielmintico. Il tabacco inoltre ha una lunga storia di uso cerimoniale nella cultura dei nativi americani, ricoprendo un ruolo importante nella politica, nell'economia e nella storia culturale degli Stati Uniti.
Le piante di Nicotiana sono state coltivate e raccolte dalle popolazioni locali per lungo tempo. Il popolo Takelma, per esempio, usava la N. bigelovii; il tabacco fu molto importante anche per gli Aztechi, che la consideravano una delle erbe sacre di Xochipilli, il "principe dei fiori", una divinità dell'agricoltura e delle piante, soprattutto enteogene. Le origini della coltivazione del tabacco (Nicotiana tabacum) sono oscure; venne originato ottenendo probabilmente un ibrido tra Nicotiana sylvestris, Nicotiana tomentosiformis e un'altra specie (forse Nicotiana otophora), deliberatamente scelto dagli esseri umani molto tempo fa.
Nella coltivazione moderna del tabacco, i semi di Nicotiana sono sparsi sulla superficie del suolo, poiché la loro germinazione è attivata dalla luce, poi ricoperti. Nella colonia della Virginia, le semenze erano fertilizzate con cenere di legna o di letame di origine animale (sterco di cavallo, ridotto frequentemente in polvere), mentre piante di Nicotiana attenuata erano coperte da tronchi di alberi bruciati, per proteggerle dal gelo. Queste erano lasciate a crescere circa fino ad aprile. Oggi, negli Stati Uniti, a differenza di altri paesi, la Nicotiana è spesso fertilizzata con l'apatite minerale e fatta appassire con l'utilizzo di azoto, elemento che altera il gusto del tabacco.
La germinazione della Nicotiana dura circa di solito 2-5 giorni, con una temperatura di 80 °F (27 °C).
Dopo che le piante hanno raggiunto una certa altezza, vengono trapiantate nei campi. Originariamente veniva fatto un buco abbastanza grande nella terra coltivata con un piolo, poi mettendo un piccolo impianto nel foro. Vari piantatori meccanici sono stati inventati tra la fine del XIX secolo e per tutto il XX secolo per automatizzare questo processo, facendo il buco, concimando e inserendo una pianta nella buca con un unico movimento.